# Belleville, Deux-Sèvres

Belleville este o comună în departamentul Deux-Sèvres, Franța. În 2009 avea o populație de 116 de locuitori.